# 乳酸锂
乳酸锂是一种化合物，化学式为C3H5LiO3。它可由乳酸和碳酸锂反应得到，它可形成正交晶系晶体，空间群P212121。它和三光气反应，可以得到乳酸-O-内酐。它可用作前驱体制备Li4SiO4、Li4Ti5O12/C等材料。